# Nicolás de Cardona

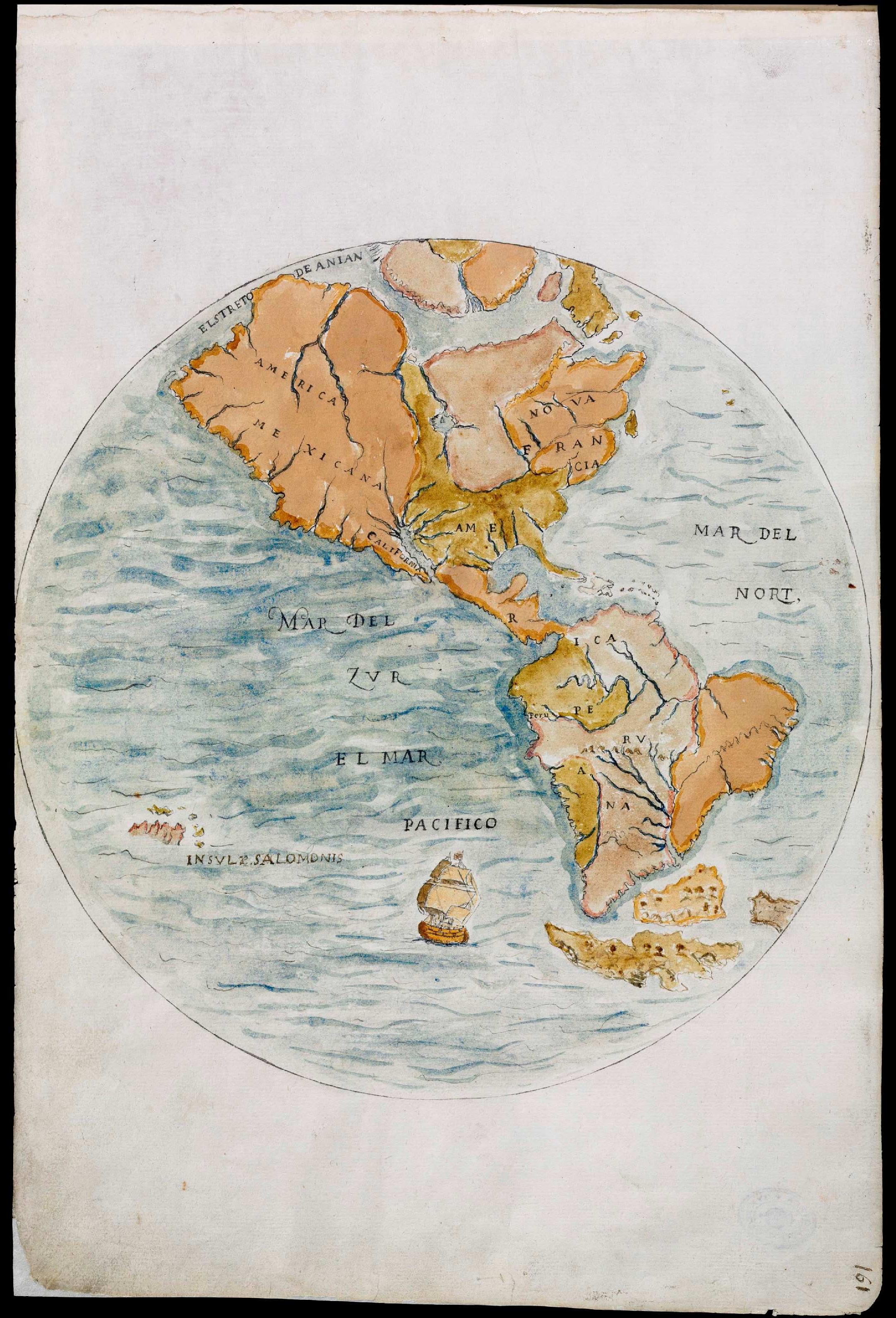
Mapamundi incluido por Nicolás de Cardona en su Descripción hidrográfica y geográfica... de 1632. Muestra California como una isla.

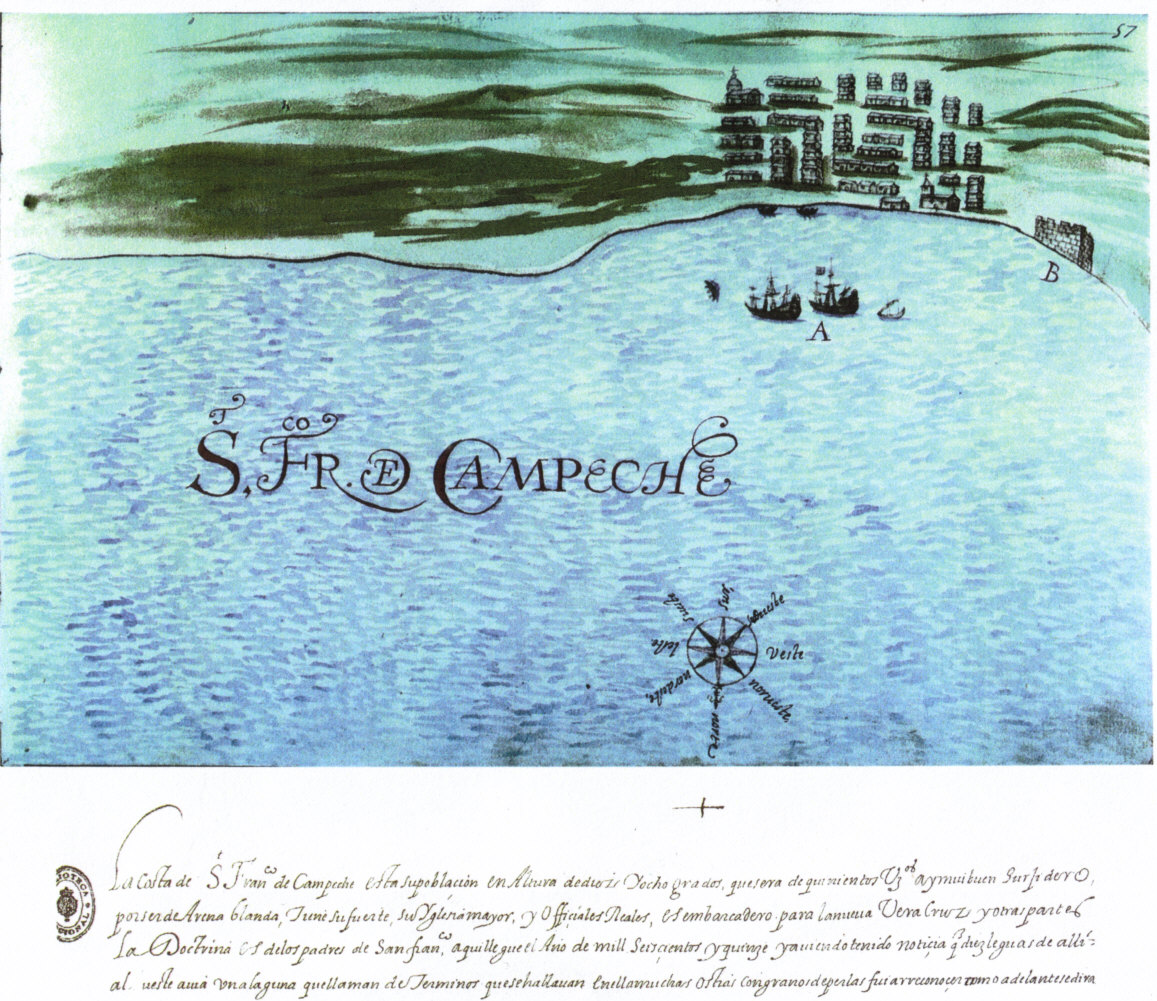
Carta naval de San Francisco de Campeche, original de Nicolás de Cardona,, hacia 1620. Del Archivo de Indias, Sevilla, España.

 Nicolás de Cardona  fue un emprendedor aventurero del siglo XVII, vecino de Sevilla, que participó en la exploración de la costa occidental del América del Norte.
En 1610, De Cardona salió de España hacia las Américas, como capitán de la flota del general Juan Gutiérrez de Garibay.Iba al mando de seis barcos, junto con el capitán Francisco Basilio.
El 13 de agosto de 1611, Tomás de Cardona (tío de Nicolás), Sancho de Meres, y Francisco de la Paray, todos vecinos de Sevilla. obtuvieron una encomienda de Felipe III de España para la explotación de la pesca de perlas a lo largo de la costa de California, que anteriormente había estado en manos de Sebastián Vizcaíno, sin éxito. Se comprometían a realizar «cierta empresa importantísima en el Servicio de Dios, si el Resultado era positivo, realizar la evangelización de toda la parte austral y del amplísimo reino de las Californias». En 1612 firmaron un asiento con el virrey para buscar nuevos bancos de perlas, buscar los galeones perdidos del general Luis Fernández de Córdoba, y descubrir el rico reino de la California.
Nicolás fue puesto al cargo de la exploración. Llegó a Acapulco a finales de 1614, donde construyó tres fragatas, la San Antonio, la San Francisco y la San Diego. Durante los años siguientes, Nicolás intentó establecer un negocio de perlas, y luchó contra las intrusiones de los neerlandeses (Joris van Spilbergen).
Arruinado, Nicolás volvió a España para obtener más fondos y seguir explotando el negocio de las perlas, obteniendo una «Real Orden» en mayo de 1618.
Finalmente regresó a España en 1623, donde redactó en 1632 su «Descripción Hidrográfica y geográfica de muchas tierras del norte y del sur y de los mares de las Indias», concretamente sobre el descubrimiento del Reino de California.